# Synagogue de Stobi
La Synagogue de Stobi est un édifice de culte juif de la ville antique de Stobi en Macédoine, situé à l'emplacement d'une basilique chrétienne plus tardive, dite « Basilique centrale », et d'une grande demeure antique tardive, la « Maison des Psaumes ».

## La synagogue de Polycharmos
Les vestiges d'une première synagogue ont été mis au jour sous la nef centrale de l'église du Ve siècle et se résument à un pavement et un seuil de porte. Une colonne en remploi trouvée dans l'atrium et portant une inscription en grec serait associée à cette phase de construction : il s'agit d'une dédicace au nom d'un certain Claudios Tibérios Polycharmos, commémorant la donation de plusieurs pièces d'une maison pour l'aménagement d'une synagogue, dont la pièce principale est désignée par l'expression « lieu saint » (hagios topos). Les autres pièces mentionnées par l'inscription incluent un triclinium (salle de banquet) et une tetrastoa, à savoir un quadriportique qui correspond sans doute à l'atrium de la demeure.  Cl. Tibérios Polycharmos porte le titre de « père de la synagogue » qui peut être une référence à une fonction officielle dans le cadre de l'institution synagogale plutôt qu'à son statut de patron et bienfaiteur de la communauté.
La datation de l'opération est problématique en raison des dommages subis par la première ligne de l'inscription qui indique soit le chiffre 111 soit le chiffre 311, qu'il faut ensuite convertir selon le comput de l'ère utilisée localement : les dates de 79, 163 et 279 ont ainsi été proposées. Une datation à la fin du IIe siècle ou au début du IIIe siècle paraît plus en rapport avec les données paléographiques et archéologiques.
Cette première synagogue est donc une grande demeure particulière en partie concédée à l'usage de la communauté juive par son propriétaire, qui continue d'y résider avec sa famille, dans des appartements privés à l'étage. L'édifice de culte est de dimensions relativement modestes (15 × 15 m environ), comparables à celles de la synagogue de Doura Europos.

## La seconde synagogue
La seconde synagogue est construite en remplacement de la première, détruite, probablement au début du IVe siècle. Elle consiste en une salle d'assemblée de 13,3 × 7,85 m, pourvue d'un pavement de mosaïque aux motifs géométriques. Elle aurait été détruite à la fin du IVe siècle.